# Lametz
Lametz (prononcé [lame] Lamé) est une commune française, située dans le département des Ardennes en région Grand Est.
Ses habitants sont les « Harnicots » (sorte de hanneton en parler local).

## Géographie
| La Sabotterie                         | Marquigny    | Bairon-et-ses-Environs |
| Suzanne Saint-Lambert-et-Mont-de-Jeux | Lametz       |                        |
| Semuy                                 | Neuville-Day | Montgon                |

### Géologie
D'après Albert Meyrac, Lametz est située « au fond d'un vallée étroite aux pentes de calcaires à astartes ».
Aux environs, on trouve alternativement des « marnes et des calcaires blancs, des sables verts et argiles du gault, un petit îlot de gaize, ainsi que des calcaires coralliens ; la présence de limon dans les terres a permis la culture des arbres fruitiers ». Lametz se trouve en effet dans le terroir du Tourteronnais, connu pour ses vergers.
Le village est environné de gouffres et de sources bouillonnantes : l'une d'elles alimente le lavoir. Un ruisseau traverse également la commune.

### Écarts
- le Château,
- le Moulin,
- le Pâquis,
- la Vannière,
- les Mares.

### Communes voisines
- La Sabotterie
- Tourteron
- Marquigny
- Le Chesne
- Neuville-Day

### Hydrographie
La commune est dans la région hydrographique « la Seine du confluent de l'Oise (inclus) à l'embouchure » au sein du bassin Seine-Normandie. Elle est drainée par le ruisseau de Lametz, le ruisseau de Longwé, le ruisseau de la Maimbriere et le ruisseau de Waton,.

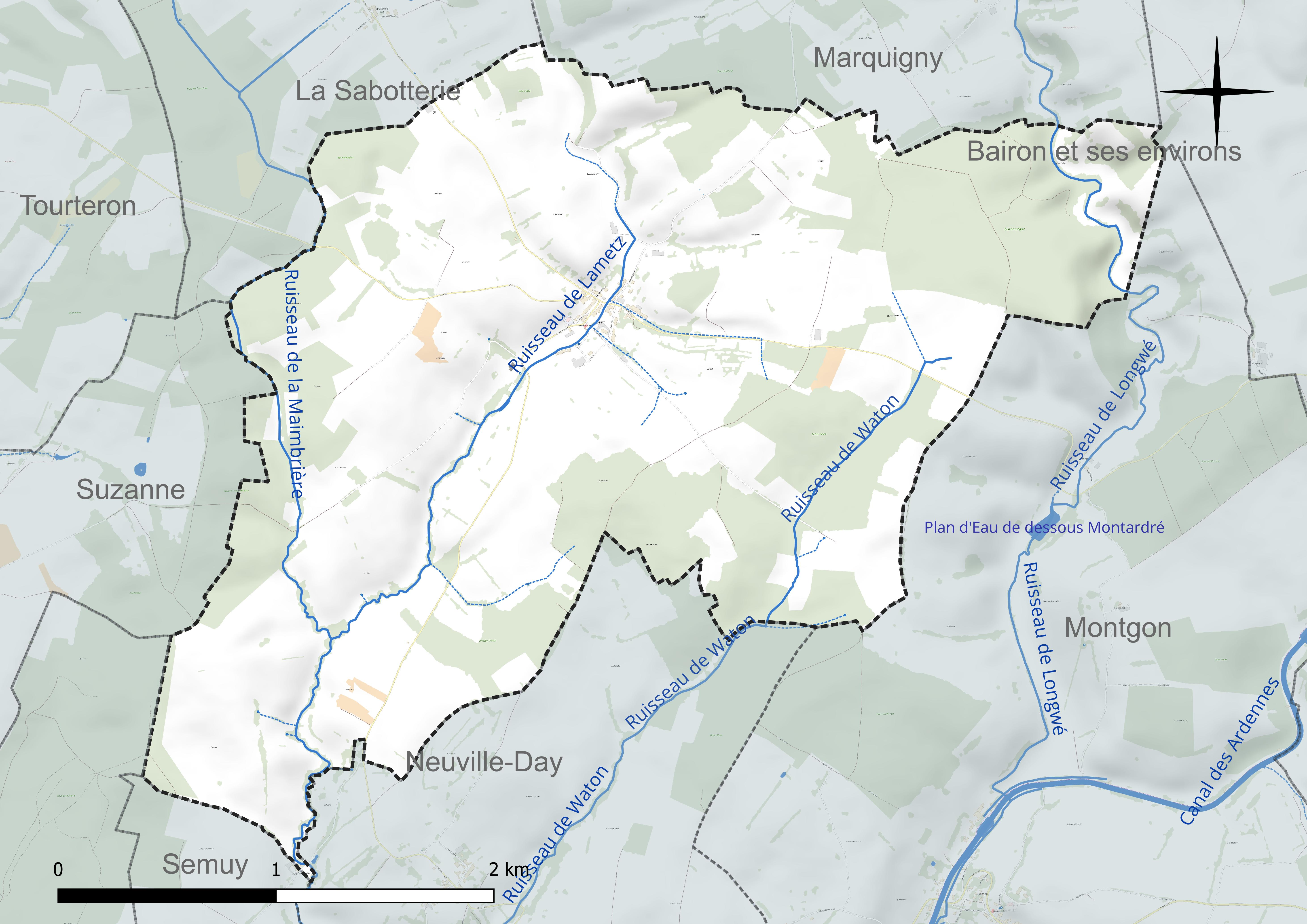
Réseau hydrographique de Lametz.

### Climat
Pour des articles plus généraux, voir Climat du Grand Est et Climat des Ardennes.
En 2010, le climat de la commune est de type climat de montagne, selon une étude du Centre national de la recherche scientifique s'appuyant sur une série de données couvrant la période 1971-2000. En 2020, Météo-France publie une typologie des climats de la France métropolitaine dans laquelle la commune est exposée à un climat océanique altéré et est dans la région climatique Nord-est du bassin Parisien, caractérisée par un ensoleillement médiocre, une pluviométrie moyenne régulièrement répartie au cours de l’année et un hiver froid (3 °C).
Pour la période 1971-2000, la température annuelle moyenne est de 9,8 °C, avec une amplitude thermique annuelle de 15,9 °C. Le cumul annuel moyen de précipitations est de 900 mm, avec 13,3 jours de précipitations en janvier et 9,4 jours en juillet. Pour la période 1991-2020, la température moyenne annuelle observée sur la station météorologique de Météo-France la plus proche, « Saulces-Champenoises », sur la commune de Saulces-Champenoises à 16 km à vol d'oiseau, est de 11,0 °C et le cumul annuel moyen de précipitations est de 691,6 mm. 
La température maximale relevée sur cette station est de 41,1 °C, atteinte le 25 juillet 2019 ; la température minimale est de −13,9 °C, atteinte le 7 février 2012,,.
Les paramètres climatiques de la commune ont été estimés pour le milieu du siècle (2041-2070) selon différents scénarios d'émission de gaz à effet de serre à partir des nouvelles projections climatiques de référence DRIAS-2020. Ils sont consultables sur un site dédié publié par Météo-France en novembre 2022.

## Urbanisme

### Typologie
Au 1er janvier 2024, Lametz est catégorisée commune rurale à habitat dispersé, selon la nouvelle grille communale de densité à sept niveaux définie par l'Insee en 2022.
Elle est située hors unité urbaine et hors attraction des villes,.

### Occupation des sols
L'occupation des sols de la commune, telle qu'elle ressort de la base de données européenne d’occupation biophysique des sols Corine Land Cover (CLC), est marquée par l'importance des territoires agricoles (67,4 % en 2018), une proportion identique à celle de 1990 (67,4 %). La répartition détaillée en 2018 est la suivante : 
prairies (46,2 %), forêts (32,6 %), terres arables (15,5 %), zones agricoles hétérogènes (5,7 %). L'évolution de l’occupation des sols de la commune et de ses infrastructures peut être observée sur les différentes représentations cartographiques du territoire : la carte de Cassini (XVIIIe siècle), la carte d'état-major (1820-1866) et les cartes ou photos aériennes de l'IGN pour la période actuelle (1950 à aujourd'hui).

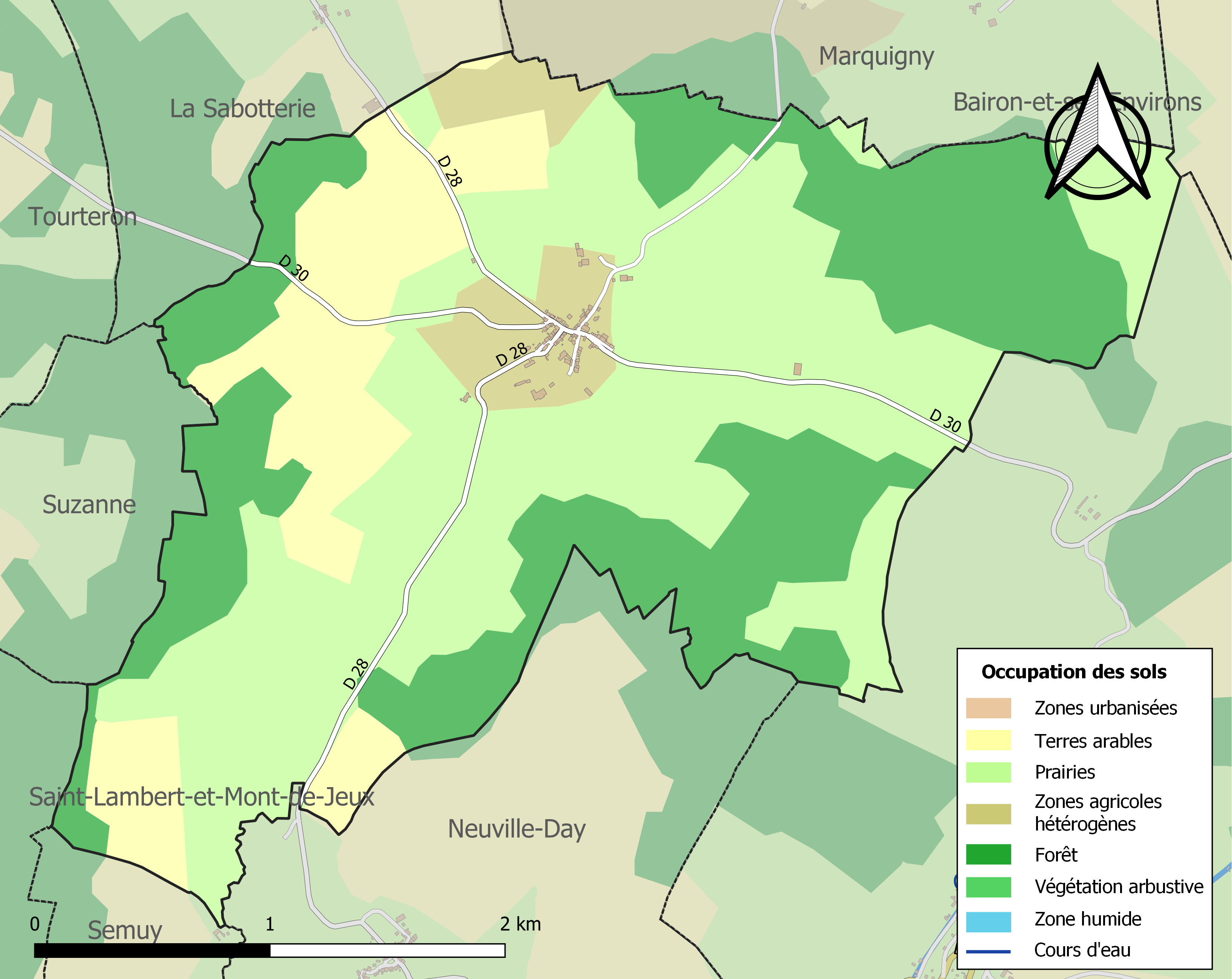
Carte des infrastructures et de l'occupation des sols de la commune en 2018 (CLC).
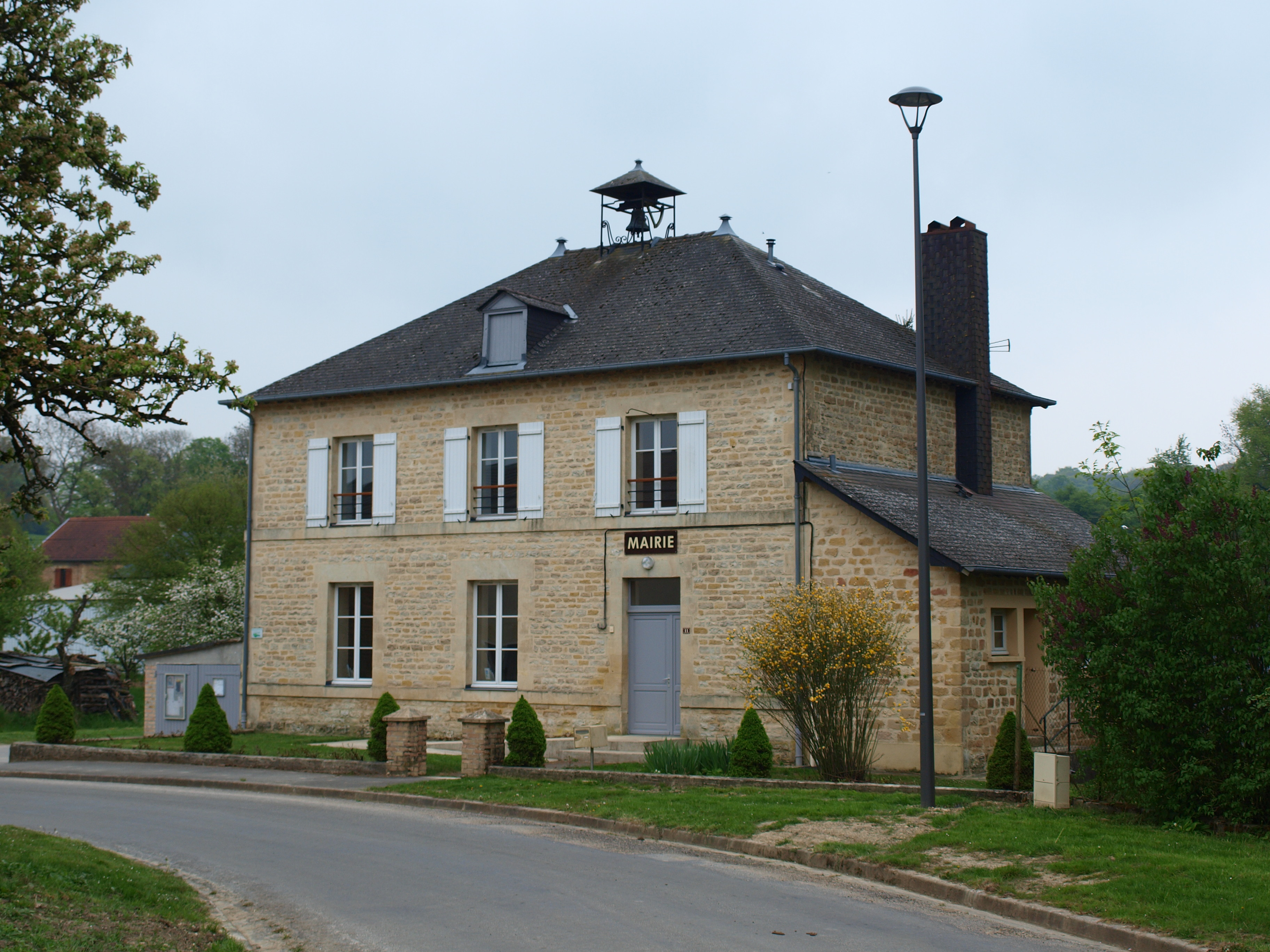
Mairie de Lametz.

## Toponymie
Mare (1176), la Mer (1244), La Metz (1793).

## Histoire

### Époque romaine
Les cartes d'état-major mentionnent une ancienne voie romaine passant sur le territoire de la commune, ce qui tend à démontrer une occupation humaine dès cette époque.

### Moyen Âge
Lametz appartenait au comté de Rethel. En 1218, Hugues II, comte de Rethel, et Félicité de Beaufort, son épouse, donnèrent la seigneurie de Lametz à l'abbaye des Mares. Ils signèrent avec Jehan, abbé des Mares, une charte d'affranchissement selon la loi de Beaumont. Cette charte de fondation en latin existe encore, renforcée dix ans plus tard par une version en français.

### XVIesiècle
En 1521, le comté de Rethel échoit à François de Clèves. Les trois fils de ce dernier étant morts jeunes et sans postérité, le duché revint donc à l'aînée de ses filles, Henriette de Clèves, et à son époux Louis de Gonzague, duc de Nevers (Louis IV de Nevers), puis duc de Rethel à partir de 1581, par la grâce d'Henri III. Les nouveaux duc et duchesse de Rethel et de Nevers deviennent donc seigneurs de Lametz.
Vers 1596, pour combler les dettes de son bâtisseur de mari, Henriette vendit la moitié de la seigneurie de Lametz au sieur du Bois d'Ecordal qui y fit bâtir un château.

### XVIIeetXVIIIesiècles
Entre les XVIIe et XVIIIe siècles, le château et les terres de Lametz passent à divers propriétaires (on retrouve dans les archives la famille d'Ivory à la fin du XVIIe siècle), jusqu'à l'époque de la Révolution où ils sont mis en vente.

### XIXesiècle: une parenté monégasque
En 1803, monsieur Antoine Rouyer acquiert le château et s'y installe avec son épouse, Françoise-Henriette Legras de Vaubercey, et les enfants des deux précédents mariages de celle-ci. C'est au château de Lametz que Florestan Ier de Monaco rencontre Caroline Gibert, fille du second mariage de Françoise-Henriette Legras de Vaubercey. Il l'épouse en 1816.

## Politique et administration
| Période                                  | Période    | Identité        | Étiquette | Qualité                     |
| ---------------------------------------- | ---------- | --------------- | --------- | --------------------------- |
| 2020                                     | En cours   | Thierry Warzee  |           | Ancien cadre                |
| 2001                                     | 2020       | Anne-Marie Tuot |           |                             |
| 1971                                     | 2001       | Gilbert Nizet   | DVD       |                             |
| 1965                                     | 1971       | Robert Pierrard |           |                             |
| 19??                                     | 19??       | Paul Saucourt   |           |                             |
| 19??                                     | 19??       | Georges Thomas  |           |                             |
| avant 1875                               | après 1879 | Bourliquaux     |           |                             |
| avant 1852                               | ?          | M. Rouyer       |           | Conseiller d'arrondissement |
| Les données manquantes sont à compléter. |            |                 |           |                             |

## Démographie
L'évolution du nombre d'habitants est connue à travers les recensements de la population effectués dans la commune depuis 1793. Pour les communes de moins de 10 000 habitants, une enquête de recensement portant sur toute la population est réalisée tous les cinq ans, les populations de référence des années intermédiaires étant quant à elles estimées par interpolation ou extrapolation. Pour la commune, le premier recensement exhaustif entrant dans le cadre du nouveau dispositif a été réalisé en 2004.

En 2022, la commune comptait 76 habitants, en évolution de +4,11 % par rapport à 2016 (Ardennes : −2,97 %, France hors Mayotte : +2,11 %).
| 1793 | 1800 | 1806 | 1821 | 1831 | 1836 | 1841 | 1846 | 1851 |
| ---- | ---- | ---- | ---- | ---- | ---- | ---- | ---- | ---- |
| 344  | 352  | 425  | 374  | 446  | 451  | 450  | 426  | 412  |

| 1866 | 1872 | 1876 | 1881 | 1886 | 1891 | 1896 | 1901 | 1906 |
| ---- | ---- | ---- | ---- | ---- | ---- | ---- | ---- | ---- |
| 326  | 297  | 291  | 254  | 235  | 226  | 214  | 204  | 188  |

| 1911 | 1921 | 1926 | 1931 | 1936 | 1946 | 1954 | 1962 | 1968 |
| ---- | ---- | ---- | ---- | ---- | ---- | ---- | ---- | ---- |
| 192  | 147  | 164  | 140  | 140  | 120  | 121  | 112  | 100  |

| 1975 | 1982 | 1990 | 1999 | 2004 | 2006 | 2009 | 2014 | 2019 |
| ---- | ---- | ---- | ---- | ---- | ---- | ---- | ---- | ---- |
| 80   | 75   | 68   | 77   | 76   | 79   | 81   | 75   | 72   |

| 2022 | - | - | - | - | - | - | - | - |
| ---- | - | - | - | - | - | - | - | - |
| 76   | - | - | - | - | - | - | - | - |

## Culture locale et patrimoine

### Lieux et monuments

#### Église
L'église Saint-Nicolas de Lametz date du XIIe siècle. Elle est de style roman et située un peu en dehors du village, au sud. Deux statues de pierre du XVIIIe siècle placées sous une niche ornent la façade: une Vierge à l'Enfant et un saint Nicolas, le patron de la paroisse. Dans le chœur, trois statues de pierre classées datant également du XVIIIe siècle sont scellées au mur: au-dessus de l'autel une Vierge à l'Enfant, puis, sur le côté gauche saint Augustin et sur le côté droit saint Norbert. Ces statues proviendraient de l'abbaye des Prémontrés de Longwé (lieudit), maintenant disparue. Sur l'un des piliers de la nef est accroché un Christ en bois naturel et le dessus de la chaire à prêcher comporte un ange en bois, le tout datant toujours du XVIIIe siècle. Enfin, dans la niche du petit autel côté gauche, se trouve une Vierge en bois du XVIIIe ou XIXe siècle qui serait une représentation de Notre-Dame de Walcourt.
Le cimetière borde l'église. Une croix avec crucifix se dresse à droite de l'entrée. Il s'agit en fait de la croix d'affranchissement du village. Les têtes des figures de son pilier ont fortement été endommagées lors de la Révolution. À mi-hauteur de l'allée principale sur le côté gauche se trouve la tombe d'Antoine Rouyer.

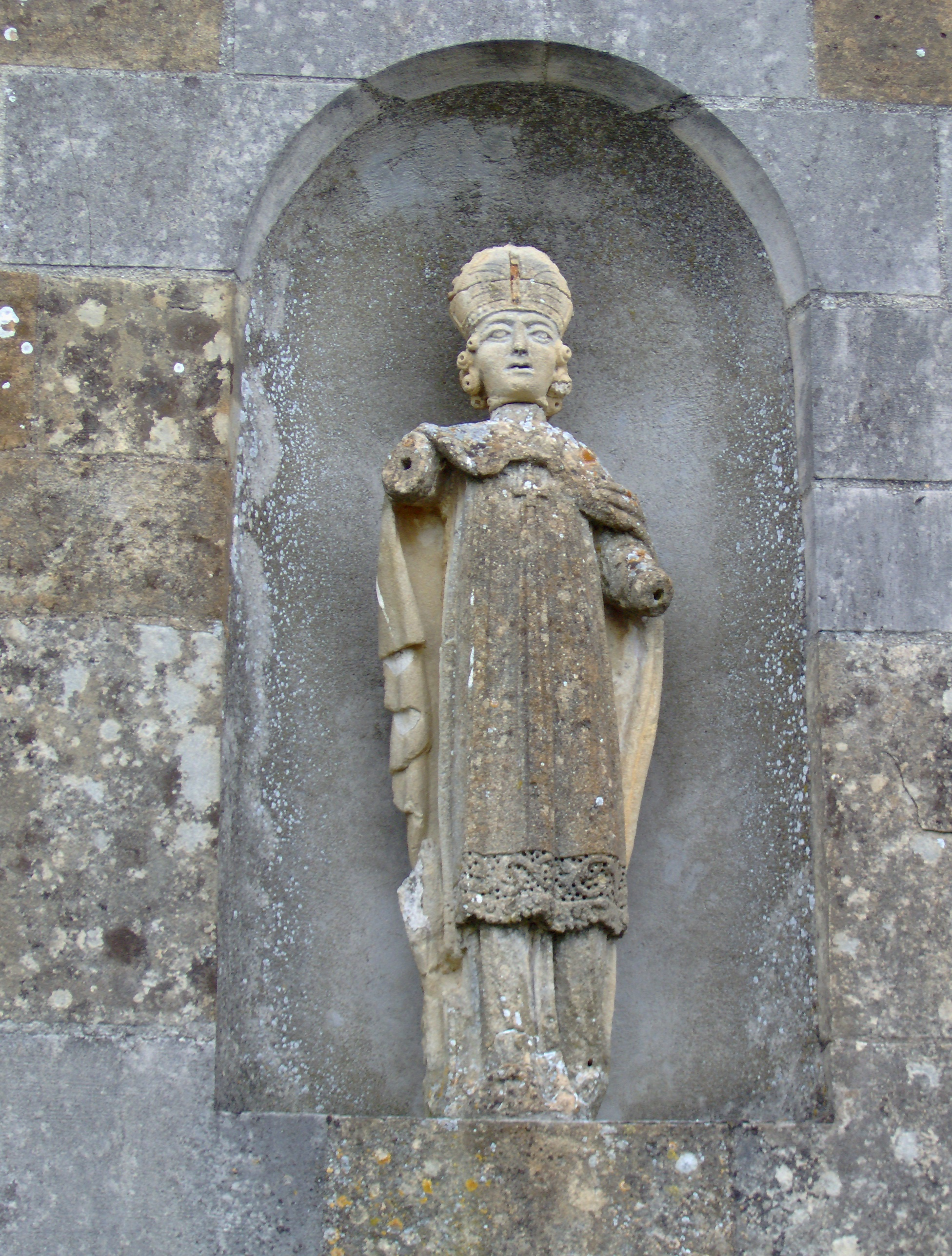
Saint Nicolas, détail de l'église.
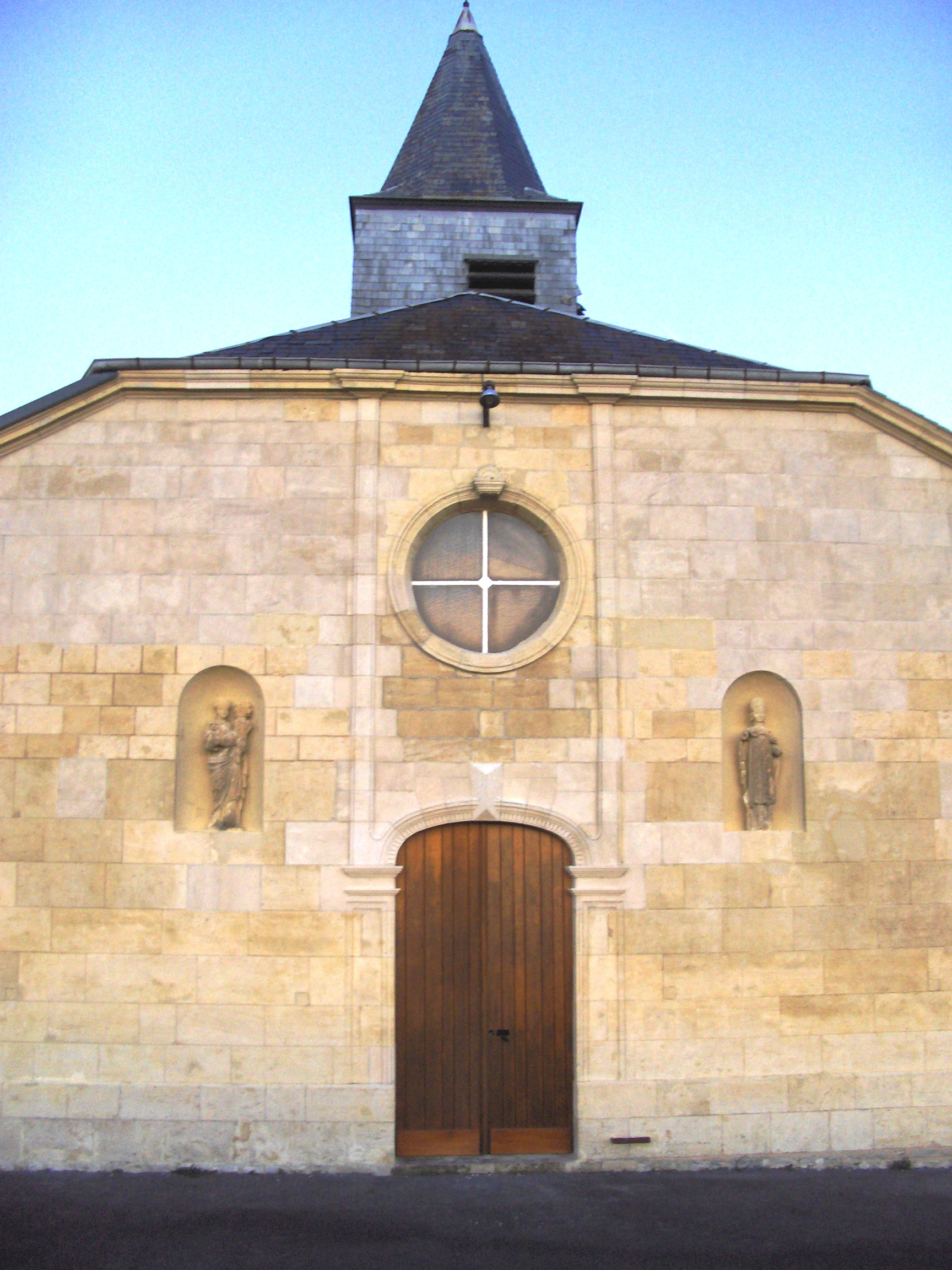
Façade de l'église.
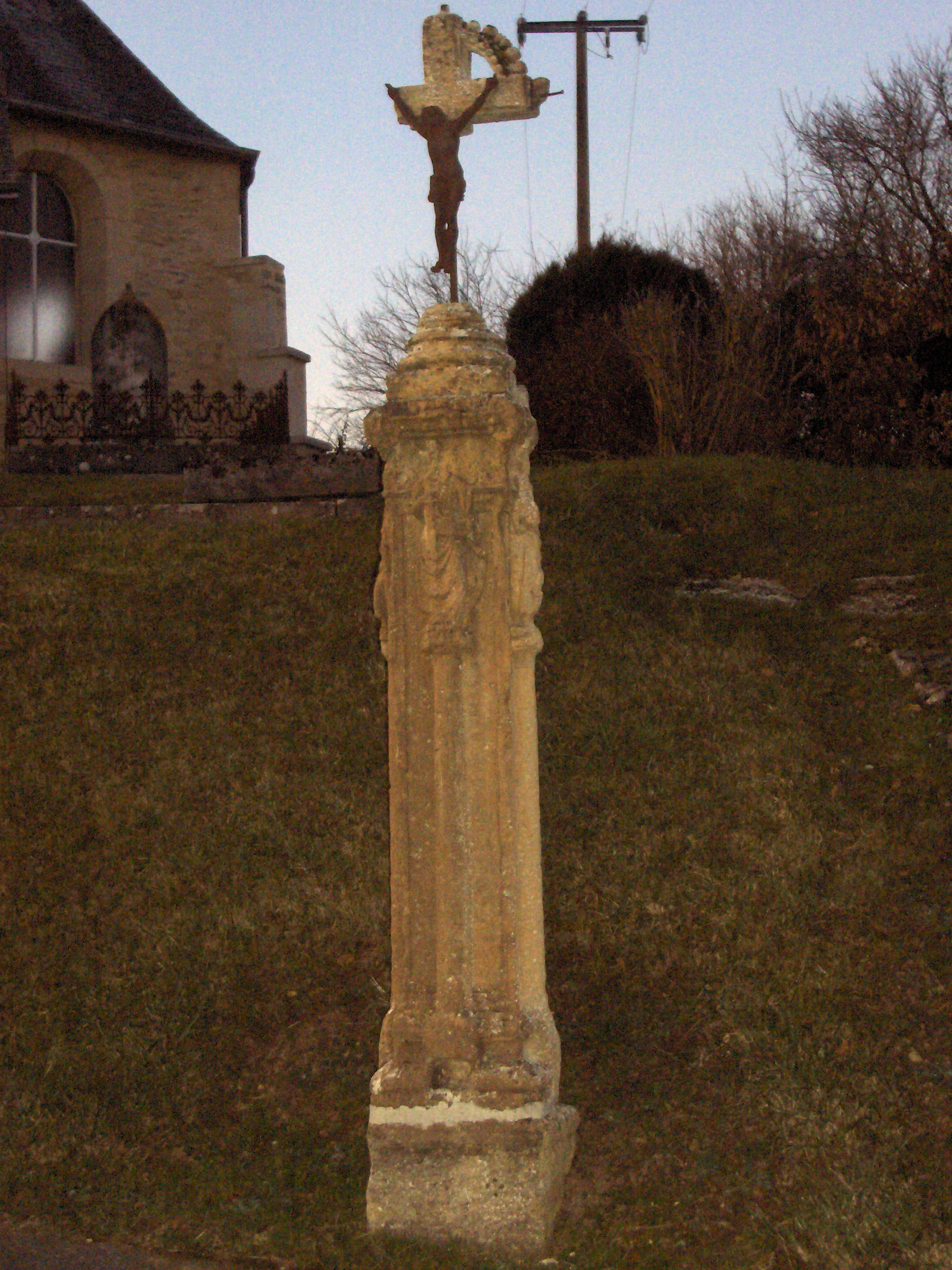
Croix d'affranchissement.

#### Château
Le château de Lametz, sur la route de Neuville-Day, est une gentilhommière du XVIIe siècle qui a  appartenu à la famille Rouyer puis à la Famille Gibert. Il a malheureusement connu des incendies (il ne reste aujourd'hui que le tiers du bâtiment originel), et des adjonctions de bâtiments modernes.
C'est dans ce château que Florestan Ier de Monaco rencontra Caroline Gibert qui devint son épouse, et princesse Caroline de Monaco.
Le château de Lametz, vendu par les Grimaldi, après avoir accueilli des colonies de vacances, puis avoir été transformé en gîte d'accueil pour groupes est maintenant habité par des particuliers qui l'ont racheté.

#### Abbaye des Mares
Vers l'an 1150, Wither, comte de Rethel, fonda une abbaye de Chanoines réguliers de Prémontré au lieudit actuel "les Mares".
En 1218, le monastère, ayant été détruit, fut relevé par Hugues II et Félicité de Beaufort, son épouse, comtes de Rethel. Ils signèrent ensuite une charte avec l'Abbé des Mares qui donnait à l'abbaye le village des Mares et la seigneurie de Lametz, et plaçait le tout sous la "loy, coustume et liberté de Beaumont".
En 1350, durant la guerre de Cent Ans, nouvelle destruction de l'abbaye qui est transférée dans le vallon de Longwé (le Longwé cité ici est maintenant un lieudit entre Lametz et Le Chesne, il n'a rien à voir avec la commune ardennaise homonyme). Malgré plusieurs aléas au cours de l'histoire, cette dernière abbaye perdura jusqu'à la Révolution où elle fut confisquée et vendue. C'est à cette époque également que l'on situe le transfert de ses statues à l'église de Lametz. En 1793, l'abbaye et ses bâtiments furent démolis. Aujourd'hui, seuls les noms de quelques lieudits ont conservé la mémoire des moines.

### Personnalités liées à la commune
- Jean Renart de Fuchsamberg (1607-1684) : Il devint abbé commendataire de l'abbaye de Longwé en 1629. Sous sa direction, l'abbaye fut sagement administrée et réussit à éponger ses dettes, à faire de nouvelles acquisitions et embellit son église.

On retrouve son blason sculpté à l'arrière du maître-autel de l'église de Lametz.
- Le moine Claude : On ne sait presque rien de ce moine sinon que la croyance populaire lui attribue le mérite d'avoir le premier acclimaté et planté une petite fleur appelée Nivéole, que l'on trouve encore dans les bois de Longwé, et à qui il a laissé son nom : on l'appelle couramment "Claudinette" ou "Glaudinette".
- Antoine Rouyer : Né le 13 mars 1762 à Dieue (Meuse), décédé le 23 novembre 1836 et enterré à Lametz. Administrateur de l'école militaire de Saint-Cyr sous l'Empire. Chevalier de la Légion d'honneur. Propriétaire en 1803 du château de Lametz où il résida avec son épouse Henriette de Vaubercey et les enfants de celle-ci.
- Caroline Gibert : Née en 1794, de l'homme de loi Charles-Thomas Gibert et d'Henriette Legras de Vaubercey, et inscrite à l'état-civil sous le nom de Caroline Gibert et appartient à la grande bourgeoisie champenoise. En 1798, sa mère Henriette de Vaubercey (veuve Musnier de Mauroy, puis veuve Gibert), épouse en 3èmes noces Antoine Rouyer qui en 1803 achète le château de Lametz. Ils vivent donc tous les trois à Lametz.
- Florestan Ier de Monaco : Le prince Honoré IV de Monaco avait épousé Louise d'Aumont, héritière des ducs de Mazarin. Celle-ci eut deux fils: Honoré, destiné à régner, et Florestan. Ne recevant pas beaucoup d'affection de la part de sa famille, Florestan fut enrôlé malgré lui dans l'armée de Napoléon, il dut faire la Campagne de Russie, il fut fait prisonnier et interné à Koenigsberg.

### Héraldique
| Blason de Lametz | Blason  | Parti : au 1er d'argent au cœur croisé de gueules, accompagné de cinq mouchetures d'hermine de sable posées 2-2-1, au 2e d'or au lion aussi de gueules et sommant le tout un chef d'azur chargé de trois étoiles d'argent. |
| Blason de Lametz | Détails | Ce blason a été adopté par le conseil municipal le 10 juin 1999. Le statut officiel du blason reste à déterminer. |